# Gruppo Sportivo Carbosarda 1955-1956
Questa voce raccoglie le informazioni riguardanti il Gruppo Sportivo Carbosarda  nelle competizioni ufficiali della stagione 1955-1956.

## Rosa
| N. |                   | Ruolo | Calciatore       |
| -- | ----------------- | ----- | ---------------- |
|    | Italia (bandiera) | A     | Armando Bicicli  |
|    | Italia (bandiera) | A     | Ivo Braccini     |
|    | Italia (bandiera) | P     | Icilio Cavallini |
|    | Italia (bandiera) | C     | Renato Dioni     |
|    | Italia (bandiera) | A     | Livio Gennari    |
|    | Italia (bandiera) | A     | Giovanni Martino |
|    | Italia (bandiera) | D     | Flavio Melis     |
|    | Italia (bandiera) | D     | Alfio Michelucci |
|    | Italia (bandiera) | C     | Bruno Molinari   |

| N. |                   | Ruolo | Calciatore        |
| -- | ----------------- | ----- | ----------------- |
|    | Italia (bandiera) | A     | Vittorio Pin      |
|    | Italia (bandiera) | A     | Paolo Santoru     |
|    | Italia (bandiera) | A     | Giuseppe Savino   |
|    | Italia (bandiera) | A     | Luciano Serena    |
|    | Italia (bandiera) | C     | Giuseppe Trenzani |
|    | Italia (bandiera) | C     | Angelo Torriglia  |
|    | Italia (bandiera) | A     | Giordano Turotti  |
|    | Italia (bandiera) | D     | Carlo Zoboli      |